# Riečka (okres Rimavská Sobota)
Riečka (maďarsky Sajórecske) je obec na jihu středního Slovenska v okrese Rimavská Sobota v blízkosti hranic s Maďarskem. Žije v ní 220 obyvatel. V obci je reformovaný (kalvínský) kostel z roku 1682, který byl postaven v renesančním stylu a který byl klasicistně upraven v roce 1778.

## Historie
Riečka byla osídlena již v době halštatské. Poprvé je písemně zmíněna v roce 1282 jako Rechke. Ve 14. století se obec stala majetkem rodů Tekes a Szalonnai. V roce 1566 turecká vojska město vypálila a šlechta pak prodala půdu nevolníkům, z nichž se později stali zemští šlechtici. V roce 1828 zde bylo 44 domů a 311 obyvatel, kteří byli zaměstnáni jako rolníci. Do roku 1918 bylo území obce součástí Uherska. Na základě první vídeňské arbitráže bylo území obce v letech 1938 až 1945 součástí Maďarska. Od roku 1975 do roku 1990 byla Riečka součástí obce Kráľ. Při sčítání lidu v roce 2011 žilo v Riečce 235 obyvatel, z toho 202 Maďarů, 30 Slováků a jeden Čech. Dva obyvatelé neuvedli informace o své etnické příslušnosti.